# Světice
Světice település Csehországban, a Kelet-prágai járásban. Světice Říčany, Tehov, Strančice és Všestary településekkel határos. Lakosainak száma 1446 fő (2024. január 1.).

## Népesség
A település lakosságának változását az alábbi diagram mutatja:
| Lakosok száma | 141  | 191  | 263  | 437  | 503  | 1117 | 1144 | 1245 | 1343 | 1446 |
|               | 1869 | 1900 | 1921 | 1961 | 1980 | 2011 | 2016 | 2019 | 2021 | 2024 |